# 马西尼约德里沃
马西尼约德里沃（法語：Massignieu-de-Rives，法語發音：[masiɲø də ʁiv]）是法国东部安省的一个市镇，属于贝莱区。

## 地理
马西尼约德里沃（45°45'15"N, 5°46'2"E）面积9.52 平方千米，位于法国奥弗涅-罗讷-阿尔卑斯大区安省，该省份为法国东部省份，北起汝拉省，西北接索恩-卢瓦尔省，西接罗讷省和里昂大都会，南至伊泽尔省，东与萨瓦省、上萨瓦省和瑞士接壤。
与马西尼约德里沃接壤的市镇（或旧市镇、城区）包括：克雷桑-罗什福尔、容日约、吕塞、耶讷、帕尔沃和纳塔日、马尼约。

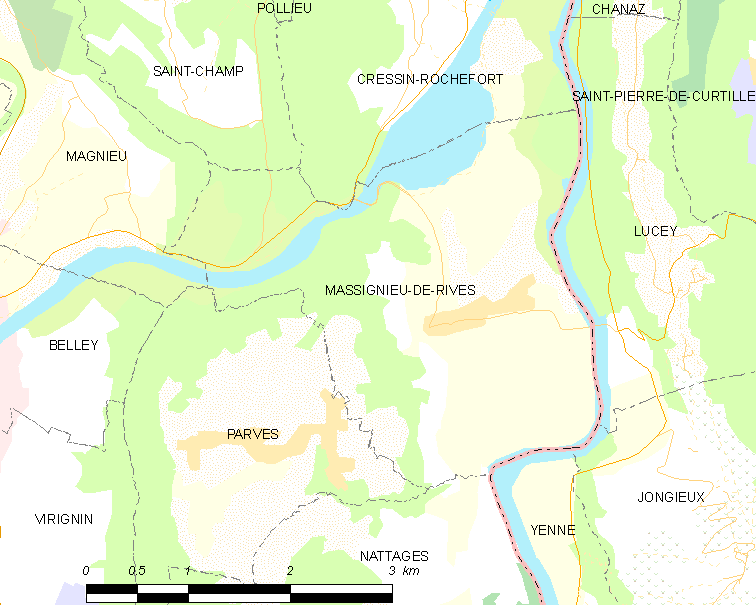
马西尼约德里沃的OSM定位图

马西尼约德里沃的时区为UTC+01:00、UTC+02:00（夏令时）。

## 行政
马西尼约德里沃的邮政编码为01300，INSEE市镇编码为01239。

## 政治
马西尼约德里沃所属的省级选区为贝莱县。

## 人口

1962-2008年间马西尼约德里沃人口变化图示

马西尼约德里沃于2022年1月1日时的人口数量为653人。